# Acroneuria hitchcocki
Acroneuria hitchcocki és una espècie d'insecte plecòpter pertanyent a la família dels pèrlids.

## Distribució geogràfica
Es troba a Nord-amèrica: l'est de Kentucky i, potser també, Indiana (els Estats Units).

## Estat de conservació
En l'actualitat, només és present a un rierol del comtat de Rowan (Kentucky), ja que molts altres rierols dels voltants han estat greument afectats per les activitats agrícoles i les males pràctiques en l'ús del sòl.